# フレデリックスバーグ駅
フレデリックスバーグ駅（英語：Fredericksburg Station）はアメリカ合衆国バージニア州フレデリックスバーグ ラファイエット・ブールバード200にある駅。 全米各地を結ぶ旅客鉄道のアムトラックおよびワシントンとバージニア州の近郊輸送を担うバージニア急行鉄道(VRE)フレデリックスバーグ線が乗り入れている。

## 概要
ラッパハノック川川岸から1ブロックの場所に位置するレンガ造のフレデリックスバーグ駅が1910年に建設された。現在、駅舎にはレストランが入居している。駅はまたバージニア急行鉄道（VRE）によって首都と結ばれている。ジョー・アン・デイビス下院議員は2000年代後半に駅改良工事のための資金250万ドルを確保した。バージニア急行鉄道は、プラットホームの構造体と高架線下側のコンクリート工事に焦点を当て、施設の改良工事を施工した。

## 利用可能な鉄道路線／列車
アムトラックの停車する列車は下記の通り。
ニューヨークとマイアミ間の夜行長距離列車シルバー・メティオ号…1日1往復停車
ニューヨークとシャーロット間の昼行長距離列車カロリニアン号 …1日1往復停車
ニューヨークとノーフォーク間の昼行長距離列車ノースイースト・リージョナル…1日1往復停車
ボストンとニューポートニューズ間の昼行長距離列車ノースイースト・リージョナル…1日2往復停車
ボストンとリッチモンド間の昼行長距離列車ノースイースト・リージョナル…1日2往復停車
バージニア急行鉄道(VRE)の停車する列車は下記の通り。
ワシントンとスポットシルベニア間のフレデリックスバーグ線…1日8往復停車

## バス
当駅から乗車できるバスは以下の通り。
路線バス： フレデリックスバーグ地域交通 (Fredericksburg Regional Transit)